# Andrzej Władysław Wołowski
Andrzej Władysław Wołowski (ur. 1843, zm. 12 maja 1912 w Warszawie) – powstaniec styczniowy, pułkownik armii francuskiej, wydawca, pisarz, właściciel Salonu Sztuki w Warszawie.

## Życiorys
Urodził się w 1843. Był synem Hieronima, mecenasa. Miał brata Bronisława i siostrę. Kształcił się w Warszawie.
Brał udział w powstaniu styczniowym w 1863. Po upadku zrywu niepodległościowego w stopniu porucznika udał się na emigrację do Francji. Trafił do Paryża pod opiekę swojego stryja, Ludwika Wołowskiego, sprawującego stanowisko ministra i członka senatu. W II Cesarstwie Francuskim został naturalizowany. Zaprzyjaźnił się Léonem Gambettą, Julesem Ferrym, Ernestem Picardem. Przez pewien czas przebywał w Nancy. Z uwagi na doświadczenie wojskowe został przyjęty do armii francuskiej i w stopniu pułkownika uczestniczył w wojnie francusko-pruskiej 1870-1871. Brał udział w bitwie pod Sedanem (1-2 września 1870). Służył w charakterze komendanta. W 1870 w Épinal zredagował projekt powołania pospolitego ruszenia celem odparcia najazdu pruskiego. Dowodził korpusem Wogezów, potem to naczelnictwo odstąpił komendantowi Bourras, a sam sformował oddział ochotniczy, na czele którego walczył z prusakami. Po niepowodzeniu wojny opracował projekt Reformy kawalerii francuskiej, wykorzystany przez właściwego ministra francuskiego. Był autorem wydanej w 1893 publikacji pt. Une page dhistoire: campagnes de 1870-71 et 18., dotyczącej wojny francusko-pruskiej z 1870-1871 i wspomnianego projektu pospolitego ruszenia. Napisał też dzieła Le colonel Bourras, Le corps Franc des Vosges.
Po zawarciu pokoju zamieszkał wraz z bratem Bronisławem w Wiedniu, gdzie wydawał dziennik wolnościowy pt. „Messager de Vienne”. W latach prezydentury swojego znajomego Julesa Grévy’ego (1879-1887) był wydawcą dziennika politycznego „Echo de France", drukowanego jako pismo półurzędowe do 1888. Następnie mianowano go delegatem kontroli pożyczki państwowej rządu francuskiego na San Domingo. Pełnił tam stanowisko dyrektora urzędu celnego (według innych wersji pracował tam w charakterze generalnego poborcy). Założył tam plantację kawy, zniszczoną po nadejściu orkanu. Tam też ożenił się nieszczęśliwie. Według jednej wersji przebywał w Sawanie do 1896. Według innej relacji powrócił do Francji po objęciu prezydentury przez Sadiego Carnota tj. w 1887.
Około 1902 powrócił do kraju i ostatnie lata życia spędził w Warszawie. Początkowo pracował w kancelarii Towarzystwie Zachęty Sztuk Pięknych. Następnie 4 października 1906 założył przy ulicy Nowy Świat 22 otworzył Wystawę Sztuk Pięknych prowadzoną przez własną firmę o nazwie „Salon Wołowskiego”. Celem tego przedsięwzięcia było prezentowanie dzieł sztuki szerszemu ogółowi społeczeństwa, w tym ludziom pracy, których nie stać było na odwiedzanie wystaw obrazów. Później jego działalność była określana jako Salon Artystyczny wzgl. Salon Sztuki, którego był właścicielem. Po powrocie do ojczyzny był niezrozumiały w nowej rzeczywistości, zmagał się problemami materialnymi, żył w odosobnieniu i rozczarowaniu. Przez artystów był ceniony za współprace, jednak bywał wyzyskiwany, a jego zaufania nadużywano. Odznaczał się nieposzlakowaną prawością i nieskazitelną uczciwością, wspierał ubogich. Pisał dramaty w języku polskim i francuskim (m.in. U progu życia, Pamiętniki z wojny, Zemsta). Sztuki pt. Gracze na Riwierze, Zwycięzcy uśmierzeni wystawiano w Nicei.
Piszącej pod pseudonimem jako „Jerzy Orwicz” Natalii Dzierżkównej zwierzył się słowami:

Po mojej śmierci może przypomną sobie o mnie. Może ktoś kiedyś z papierów po mnie pozostałych sylwetkę moją nakreśli, bo młode pokolenie nawet nie wie nic o mnie. Proszę im to przypomnieć; jeśli łaska.

Zmarł 12 maja 1912 w Warszawie w wieku 69 lat. Został pochowany na Cmentarzu Powązkowskim w Warszawie 14 maja 1912. Mimo jego zasług i działalności nikt nie przemawiał nad jego grobem.